# Hirasa punctivenaria
Hirasa punctivenaria là một loài bướm đêm trong họ Geometridae.